# Sodam Yat
Sodam Yat è un personaggio immaginario, un supereroe extraterrestre pubblicato dalla DC Comics. Comparve per la prima volta in Tales of the Green Lantern Corps Annual n. 2 (1986), e fu creato da Alan Moore e Kevin O'Neill. Operò come Ion, diventando uno dei personaggi più potenti nella continuità corrente.

## Storia editoriale

### Introduzione
Sodam Yat è un futuro membro del Corpo delle Lanterne Verdi, creato da Alan Moore e menzionato per la prima volta in "Tygers", una storia in Tales of the Green Lantern Corps Annual n. 2. Fu menzionato il suo passaggio ad Abin Sur da un demone di nome Qull delle Cinque Inversioni, che fu imprigionato sul pianeta Ysmault dai Guardiani dell'Universo. Come Daxamita (una razza discendente dei kryptoniani con poteri simili a quelli di Superman) con un anello del potere, sarebbe divenuto inarrestabile. Nonostante ciò, nella profezia di Qull, è ancora sconfitto come parte della distruzione finale del Corpo delle Lanterne Verdi.
Alan Moore pianificò di utilizzare il personaggio nella sua storia, "Twilight of the Superheroes", che non fu mai pubblicato. Nella proposta che trapelò su Internet, la Lanterna Verde Daxamita fu chiamata "Sodam Yat" e vi si fece riferimento anche come a "l'Ultima Lanterna Verde". In questa storia, Sodam Yat è l'ultimo di un'armata di alieni che attaccò Superman. L'Uomo d'Acciaio sconfisse numerose Lanterne Verdi, Thanagariani e Martian Manhunter, prima di essere ucciso, infine, da Sodam Yat. Il personaggio non fu più utilizzato fino al 2006.

### Incarnazione attuale
Sodam Yat fece la sua prima comparsa nella regolare continuità DC in Green Lantern Corps n. 12, e nella terza parte di Sinestro Corps War
(Green Lantern Corps n. 14), quando Kilowog mise insieme un gruppo di Lanterne che si scontrasse contro le forze di Sinestro nel settore spaziale 2263. Salaak assegnò Arisia al controllo della nuova Lanterna Yat, mentre lei si domandava perché fosse così importante. Salaak fu incaricato dai Guardiani di evitare che la profezia di Qull si adempisse, ma tenendoselo per sé, dicendo solo che un giorno lei avrebbe scoperto perché Yat è così speciale. In Green Lantern Corps n. 16, distrusse il nucleo della città senziente di Ranx, mettendo fine alla battaglia di Mogo.
In Green Lantern Corps n. 17, Yat fu scelto come nuovo ospite per l'entità conosciuta come Ion, dai Guardiani dell'Universo, per battersi contro Superboy Prime. I due si scontrarono in una feroce battaglia in tutta New York. Sotto la luce gialla del sole, Ion cominciò a liberare dei poteri simili a quelli di Superman, come la vista calorifica, per offendere il suo avversario. Mentre i due continuavano a scontrarsi, Ion fu gettato in un impianto nucleare. Il piombo intorno alle pareti fece sì che Ion si indebolisse (la razza Daxamita, a differenza della debolezza dei kryptoniani verso la kryptonite, è allergica al piombo). Prime prese l'opportunità di trafiggerlo con delle barre di uranio, ferendolo gravemente. Ion tentò la fuga, ma Prime lo colpì facendolo finire in un cimitero. La battaglia continuava feroce, ed ognuno cavava sangue dal proprio avversario. Sebbene Ion combatté coraggiosamente, l'avvelenamento da piombo e la copiosa perdita di sangue lo resero incosciente. Lo si vide successivamente sotto le cure della Lanterna Verde Soranik Natu.
Dopo gli eventi della guerra, i Guardiani chiesero a Kyle Rayner di assistere Sodam Yat ad adattarsi al suo nuovo ruolo. Mentre parlavano della storia di Yat e del suo comportamento come Lanterna, si scoprì che, ora, Yat doveva indossare il suo anello del potere permanentemente (nonostante la possessione dei poteri di Ion) per prevenire che il piombo presente nel suo corpo potesse avvelenarlo. Furono poi attaccati da Alexander Nero, che fu liberato durante l'assalto iniziale su Oa ma che non partecipò in nessuna storia dei Sinestro Corps. Kyle combatté al meglio delle sue capacità per incoraggiare Yat ad abbracciare il suo status come Ion. Infine, Yat riuscì a sconfiggere Nero prendendo controllo sui suoi costrutti - qualcosa che Kyle affermò, che egli stesso non aveva mai tentato di fare.
Qualche tempo dopo, Yat ed Arisia ricevettero notizie di un'invasione da parte dei Sinestro Corps su Daxam da parte della madre di Yat, che fuggì utilizzando la nave che il suo stesso figlio utilizzò per andarsene da Daxam. Rimase, tuttavia, scioccata quando Yat le riferì di non voler tornare sul loro pianeta. Invece, le si scagliò contro, affermando che Arisia era il motivo per cui lasciò Daxam, tempo addietro. Arrivò anche a dire che i Daxamiti avevano portato la guerra da soli su sé stessi e che dovevano pagare per i propri peccati. Infine, acconsentì a tornare a condizione che sua madre avesse ringraziato Tessog per averle fornito un mezzo di fuga. Dopo aver mandato sua madre su Oa, Yat ed Arsisia partirono per Daxam. Quando lei gli chiese perché era ritornato, Yat affermò che il suo giuramento come Lanterna Verde sostituiva il suo odio per Daxam ed i suoi abitanti. Yat ed Arsisa arrivarono su Daxam dopo aver superato i membri del Sinestro Corps simili a serpenti che circondavano il pianeta. Una volta atterrati, scoprirono che il padre di Yat aveva programmato un suicidio di massa all'alternativa di divenire gli schiavi di Sinestro. Le due Lanterne Verdi riuscirono a salvare alcuni dei suoi seguaci. Fuori di sé dalla rabbia, Yat dichiarò che avrebbero battuto il Sinestro Corps. Con la rivolta su Oa che teneva ogni Lanterna Verde sul pianeta dei Guardiani, e quindi senza rinforzi, Yat volle scontrarsi con Mongul, il nuovo leader del Corpo della Paura, faccia a faccia, richiedendo al suo anello che gli donasse i poteri di Ion. L'anello si rifiutò affermando che i Guardiani (in particolare Scar) avevano bloccato l'accesso ai poteri di Ion e l'unico modo di sorpassare il blocco era la rimozione del suo anello, cosa che lo avrebbe ucciso, a causa dell'enorme quantità di piombo nel suo corpo accumulata dopo la battaglia contro Superman Prime. Il suo anello continuò dicendo il massiccio salto di potere poteva garantirgli il temporaneo accesso limitato al potere di Ion, con cui Yat costruì uno scudo che assorbì il pieno potere di una scarica energia diretta di Mongul. Il salto di potere funzionò e Sodam arrivò nello spazio con il 95% del potere di Ion. Mentre si dirigeva verso il sole di Daxam rimosse l'anello e disse ad Arisia di continuare a lottare. Quindi, diretto verso il sole rosso di Daxam e con il potere di Ion, tramutò la stella in un sole giallo, uccidendo apparentemente sé stesso nel processo. Come visto in Green Lantern Corps n. 39, un'immagine di Sodam Yat si vide nel sole di Daxam. Non è chiaro se fosse veramente Yat o solo una licenza artistica. È possibile che l'invulnerabilità di Yat si incrementò non appena egli tramutò il sole di Daxam in un sole giallo, permettendogli di accumulare sufficiente energia da sopravvivere. Non fu spiegato come sopravvisse alla dose letale di piombo presente nel suo sangue.

### Crisi finale: la Legione dei 3 mondi
Nel futuro mostrato nella miniserie Crisi finale: la Legione dei 3 mondi, Sodam Yat era ancora vivo, e non era invecchiato grazie al potere di Ion, e risiedeva nel guscio rovinato e senza vita che una volta era Oa, un marcio cimitero in cui le Lanterne e i loro anelli, incapaci di reclutare nuovi soldati dopo la distruzione di Mogo, erano inutilizzati. Dopo la morte dell'ultima Lanterna Verde Rond Vidar, Mon-El e Shadow Lass viaggiarono su Oa dove trovarono Sodam Yat ancora vivo e che cercava aiuto. Affermò la sua volontà di non agire, insieme al suo ruolo di ultimo Guardiano dell'Universo. Tuttavia, Mon-El riuscì a convincere Yat a riprendere il combattimento contro il suo vecchio nemico, Superboy Prime, e la Legione dei Supercriminali. Yat assorbì tutta l'energia rimasta nella Batteria del Potere Centrale e tutti gli anelli caduti (indossandone alcuni), e recitò un giuramento diverso.
Yat aiutò la Legione dei Supereroi a sconfiggere Prime, capendo che l'Universo necessitava ancora di una difesa contro questo genere di male. Dopo la fine della battaglia, Yat si ritirò su Oa e cominciò a inviare gli anelli in tutto l'universo per formare un nuovo Corpo delle Lanterne Verdi.

## Poteri e abilità

### Poteri Daxamiti
Come i loro cugini kryptoniani, i Daxamiti ottengono un gran numero di abilità quando vengono esposti alla luce solare gialla, tra cui la super forza, il volo, la super velocità, super udito, vista a raggi-x, vista calorifica, vista microscopica e telescopica, e super respiro. Mentre i Daxamiti sono quasi invulnerabili sotto la luce solare gialla, il piombo è una sostanza letale per loro anche nella più infima quantità, come la kryptonite per i kryptoniani. A causa della sua esposizione al piombo e all'uranio impiantato nel suo corpo durante lo scontro con Superman Prime, Yat deve indossare perennemente il suo anello del potere per evitare che l'avvelenamento da piombo lo possa uccidere da un minuto all'altro.

### Poteri di Ion
La benevola entità nota come Ion donò al suo ospite poteri simili a quelli ottenibili con gli anelli del potere e della Starheart. Con questi poteri, Sodam Yat fu descritto come il più potente supereroe dell'universo. Tuttavia, l'accesso a questi poteri è controllato dall'anello del potere, che lui è costretto ad indossare costantemente, permettendo ai Guardiani di "spegnere" i suoi poteri in ogni istante. Nella miniserie Legion of Three Worlds, fu rivelato che essere l'ospite di Ion permise a Yat di sopravvivere, e di non invecchiare, nel XXXI secolo. Tuttavia, dato che egli è un Daxamita, come i Kryptoniani, potrebbe avere una longevità naturale.